# Jaime Ramos Hernández
Jaime Ramos Hernández (Madrid, España, 9 de enero de 1973) es un exjugador y entrenador de fútbol español. Como jugador se desempeñaba en la posición de centrocampista. 

## Clubes

### Como jugador
| Club              | País   | Año       |
| ----------------- | ------ | --------- |
| Getafe C. F.      | España | 1994-1996 |
| C. D. Leganés     | España | 1996-1999 |
| Villarreal C. F.  | España | 1999-2001 |
| Real Murcia C. F. | España | 2001-2003 |
| U. D. Almería     | España | 2003-2006 |
| Écija Balompié    | España | 2006-2008 |
| U. D. Alzira      | España | 2008-2009 |
| San Fernando CD   | España | 2009-2011 |

### Como entrenador
| Club                          | País   | Año       |
| ----------------------------- | ------ | --------- |
| UD Almería (2º Entrenador)    | España | 2013-2014 |
| Dinamo de Kye (2º Entrenador) | España | 2016-2017 |
| Villalata C.F (2º Entrenador) | España | 2017-2018 |
| Córdoba CF (2º Entrenador)    | España | 2018      |
| SD Huesca (2º Entrenador)     | España | 2018-2019 |
| Girona FC (2º Entrenador)     | España | 2020-2021 |
| Elche CF (2º Entrenador)      | España | 2021-2022 |